# Área metropolitana de Farmington
El Área Estadística Metropolitana de Farmington, NM MSA , como la denomina la Oficina de Administración y Presupuesto, es un Área Estadística Metropolitana centrada en la ciudad de Farmington, estado de Nuevo México, en  Estados Unidos,  que solo abarca el condado de San Juan. Su población según el censo de 2010 es de 130.044 habitantes.

## Comunidades
Pueblos
- Aztec
- Bloomfield
- Farmington

Lugares designados por el censo
- Beclabito
- Crystal
- Flora Vista
- Huerfano
- Kirtland
- Nageezi
- Napi HQ
- Naschitti
- Nenahnezad
- Newcomb
- Ojo Amarillo
- Sanostee
- Sheep Springs
- Shiprock
- Upper Fruitland

Otras comunidades
- Fruitland
- Blanco